# Pro Hotels
Pro Hotels este o companie hotelieră din România, parte a grupului de firme Rin Group, deținut de frații Ionuț și Robert Negoiță.
Pro Hotels deține hotelurile Grand Rin, Rin Otopeni, Confort Traian și Confort Otopeni, cu un total de peste 2.000 de camere.
În anul 2008, compania era a doua mare companie hotelieră din România, după Societatea Companiilor Hoteliere Grand, proprietarul hotelului de cinci stele JW Marriott din București.
Cifra de afaceri în 2008: 105 milioane euro